# Plage du Nau
La plage du Nau est une plage de la commune du Pouliguen. Elle prolonge la plage Benoît (La Baule) et la plage des Libraires (Pornichet) pour former la baie du Pouliguen.

## Étymologie
Le nom de la plage du Nau est issu du breton an aod (la côte).

## Géographie
Délimitée par l'embouchure du Grand Étier du Pouliguen, la plage du Nau mesure 400 mètres de longueur. Elle correspond à l'extrémité occidentale de la longue plage qui se prolonge, à l'est, jusqu'au port de plaisance de Pornichet et qui s'étend sur huit kilomètres de longueur au total.

## Aménagement
Jusqu'au milieu du XIXe siècle, le Nau n'était qu'une bande littorale sableuse et mouvante, où les paysans venaient ramasser du goémon pour fertiliser leurs terres. L'essor du balnéaire a entraîné la construction de riches villas à l'arrière de la plage, notamment celles du comte d'Esgrigny et du marquis de Montaigu. Le développement du Pouliguen à la fin du XIXe siècle et au début du XXe siècle a créé une continuité urbaine entre le centre historique, la plage du Nau et le quartier de Penchâteau mais, contrairement à ce qui s'est passé dans d'autres stations balnéaires, il n'a pas été créé de rue le long de la plage. Aujourd'hui, on y accède par des passages entre des villas anciennes et des immeubles plus récents, ainsi que par la promenade qui longe le Grand Étier.

## Bâtiments remarquables
- Hôtel de ville : cette grande villa construite en 1880 par le comte Fournier de Pellan s'appelait à l'origine Ker Albert. Rachetée en 1895 par le capitaine Hyacinthe de Couëssin, elle prend le nom de Brécéan, nom qu'elle porte encore aujourd'hui. La maison a ensuite servi d'orphelinat, de refuge pour les républicains espagnols, de résidence pour les Allemands pendant la Guerre, puis de colonie de vacances. C'est en 1964 que la ville du Pouliguen l'acquiert pour en faire son hôtel de ville[1].
- Villa Les Cerises : conçue en 1871 par l'architecte François Bougoüin, elle a d'abord appartenu à la famille Cointreau, d'Angers. Son nom viendrait du fait qu'une des liqueurs Cointreau était aromatisée à la cerise[1].